# Eye in the Sky (single)
Eye in the Sky is een nummer van de Britse band The Alan Parsons Project. Het nummer verscheen op het gelijknamige album uit 1982. In augustus van dat jaar werd het nummer uitgebracht als de eerste single van het album.

## Achtergrond
In lijn met het album heeft het nummer "Eye in the Sky" als thema "Big Brother is watching you". Alan Parsons vertelde hierover: "Er is altijd een camera op je gericht, een helikopter in de lucht. Vanuit de ruimte kun je de kleine lettertjes in de krant lezen." Het is een van de eerste nummers die werd ingezongen door Eric Woolfson, het andere vaste lid van de band.
Op het album gaat de opener "Sirius" over in "Eye in the Sky". Op de singlerelease werd deze introductie weggeknipt, maar op veel radiostations worden de twee nummers achter elkaar gedraaid. Internationaal gezien is het de meest succesvolle single van de band, waarbij het de eerste plaats haalde in Canada en Spanje, de derde plaats in de Verenigde Staten en de zesde positie in Nieuw-Zeeland.
In Nederland werd de single regelmatig gedraaid op Hilversum 3, bleef 6 weken in de Tipparade steken, maar bereikte vreemd genoeg niet de Nederlandse Top 40, Nationale Hitparade en de TROS Top 50.
Ook in België werden zowel de Vlaamse Ultratop 50 als de Vlaamse Radio 2 Top 30 niet bereikt.

## NPO Radio 2 Top 2000
| Nummer met noteringen in de NPO Radio 2 Top 2000 | '02  | '03 | '04 | '05 | '06 | '07 | '08 | '09 | '10 | '11 | '12 | '13 | '14 | '15 | '16 | '17 | '18 | '19 | '20 | '21 | '22 | '23 | '24 |
| ------------------------------------------------ | ---- | --- | --- | --- | --- | --- | --- | --- | --- | --- | --- | --- | --- | --- | --- | --- | --- | --- | --- | --- | --- | --- | --- |
| Eye in the Sky                                   | 1883 | 201 | 218 | 184 | 182 | 141 | 181 | 267 | 234 | 301 | 303 | 372 | 421 | 487 | 443 | 384 | 441 | 439 | 421 | 408 | 408 | 411 | 404 |

1. ↑  Een vetgedrukt getal geeft de hoogste notering aan.
2. ↑  2002 was het eerste jaar met een notering voor dit nummer.